# Чэньшицзунцы
Чэньшицзунцы (кит. трад. 陳氏宗祠, упр. 陈氏宗祠, пиньинь Chénshì zōngcí, пэвэдзи Tân-sī-tsong-sû, Таньсичонгсу; также Баочигун кит. 保赤宫, пиньинь bǎochìgōng) — китайский храм в Сингапуре, расположенный на Мэгазин-роуд в центре города-государства.
Храм был построен между 1876 и 1878 годами; название получил по имени клана Чэнь (Тан/Тань) в связи с верой китайцев в то, что люди с одинаковым именем наследуют одну и ту же судьбу.

## История
Чэньшицзунцы был построен на берегу реки Сингапур в 1876 году для удовлетворения потребностей влиятельного клана Чэнь. В то время храм располагался поблизости от небольшого островка Пулау Сайгон. С тех пор часть реки поменяла русло, островок перестал существовать, а храм теперь находится не непосредственно у берега.

Средства, необходимые для строительства храма, были получены от двух представителей наиболее видных семей Чэнь в Сингапуре: Тань Кимцинга Чэнь Цзинчжуна (1824—1892) и Тань Бинсуи (陈明水; 1828—1884). Тань Кимцинг был старшим сыном филантропа и предпринимателя Тань Токсинга, значительное состояние которого он унаследовал. Тань Токсинг стал известен прежде всего благодаря своему вкладу в развитие здравоохранения. Тань Бинсуи был сыном Тань Кимсьяна, также успешного предпринимателя и лидера китайской общины Сингапура. Среди множества его гражданских проектов наиболее выделяется организация первых в городе линий по снабжению чистой питьевой водой. 

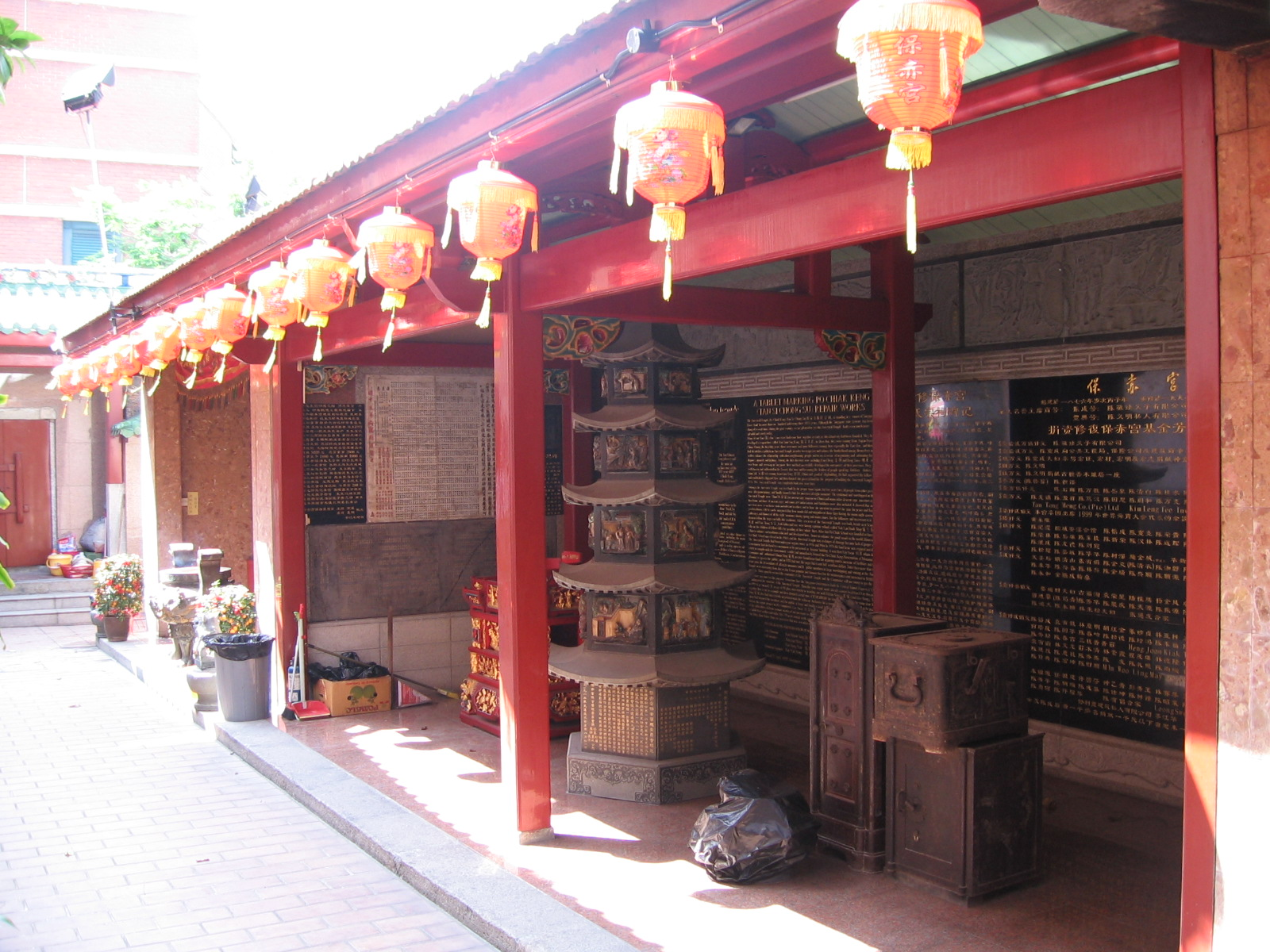
В одном из крыльев храма в 1889-1949 годах располагалась школа для мальчиков Po Chiak School

Храм был построен как храм предков клана Тань. Родовой храм, такой как Чэньшицзунцы, предоставляет членам клана общее место для поклонения своим предкам. Комплекс состоит из зала при входе, главного зала с божествами-покровителями, и глубинного зала. Залы разделены открытыми двориками.
Храм кроме религиозного значения исполнял функции места встреч для членов клана Тань как из Сингапура, так и из Малайзии. Среди них были экс-министры, политики, банкиры. Некоторые гости храма становились его попечителями.

## Туризм
Сингапур «вспомнил» о храме как своем национальном достоянии в 1974 году. В 80-е и позже здание подверглось реставрации. На пике славы в 1950-е храм каждый день заполняло до тысячи паломников, которые уже не помещались внутри. Перед последней реставрацией в 90-е годы XX века его посещало менее 100 человек в сутки.

## Архитектура
Стены, двери и колонны храма обильно украшены изображениями богов, драконов и львов. Присутствуют восемь каллиграфических поздравлений и добрых пожеланий, пять от 1880 и три от 1898 года. За первым залом располагается зал молитв, украшенный статуями и лозунгом «помогайте миру и людям!» За залом молитв находится сердце и главное помещение храма — Зал Предков. Храм наполнен китайскими символами благоденствия, двери охраняют не пускающие зло боги-стражники, а оформление выполнено в соответствии с традициями Южного Китая.

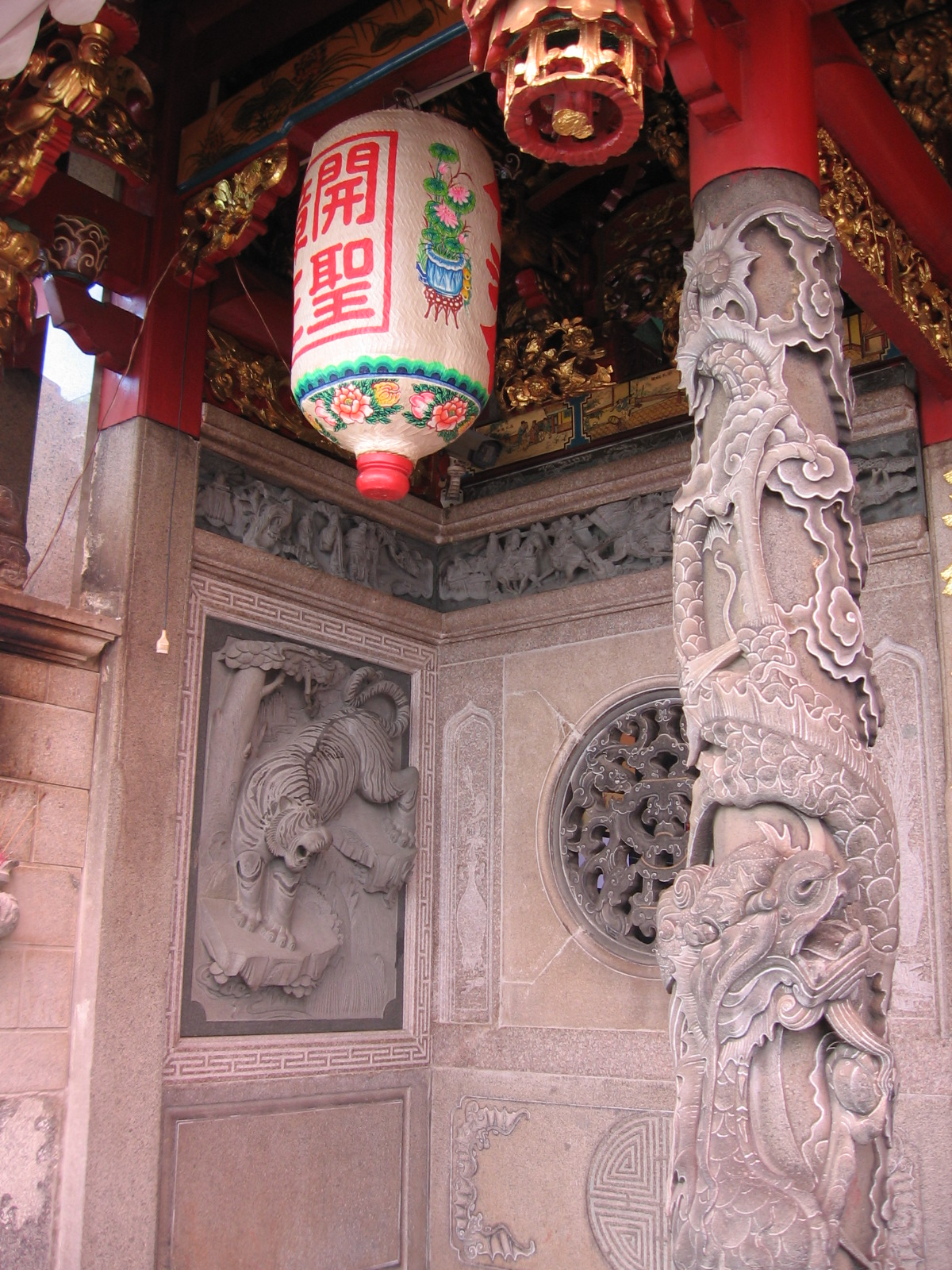
Гранитная колонна с драконом
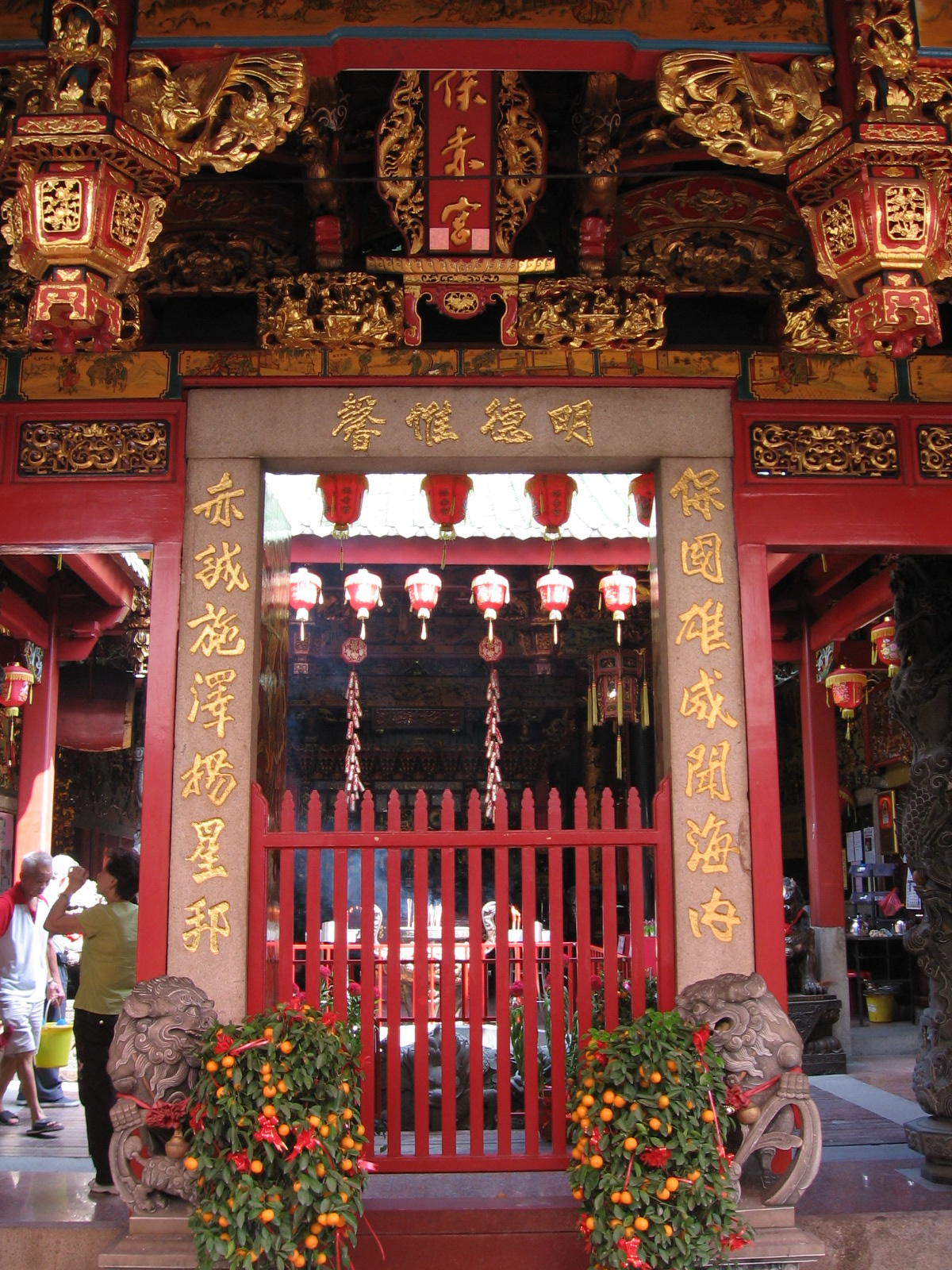
Лев и львица охраняют вход
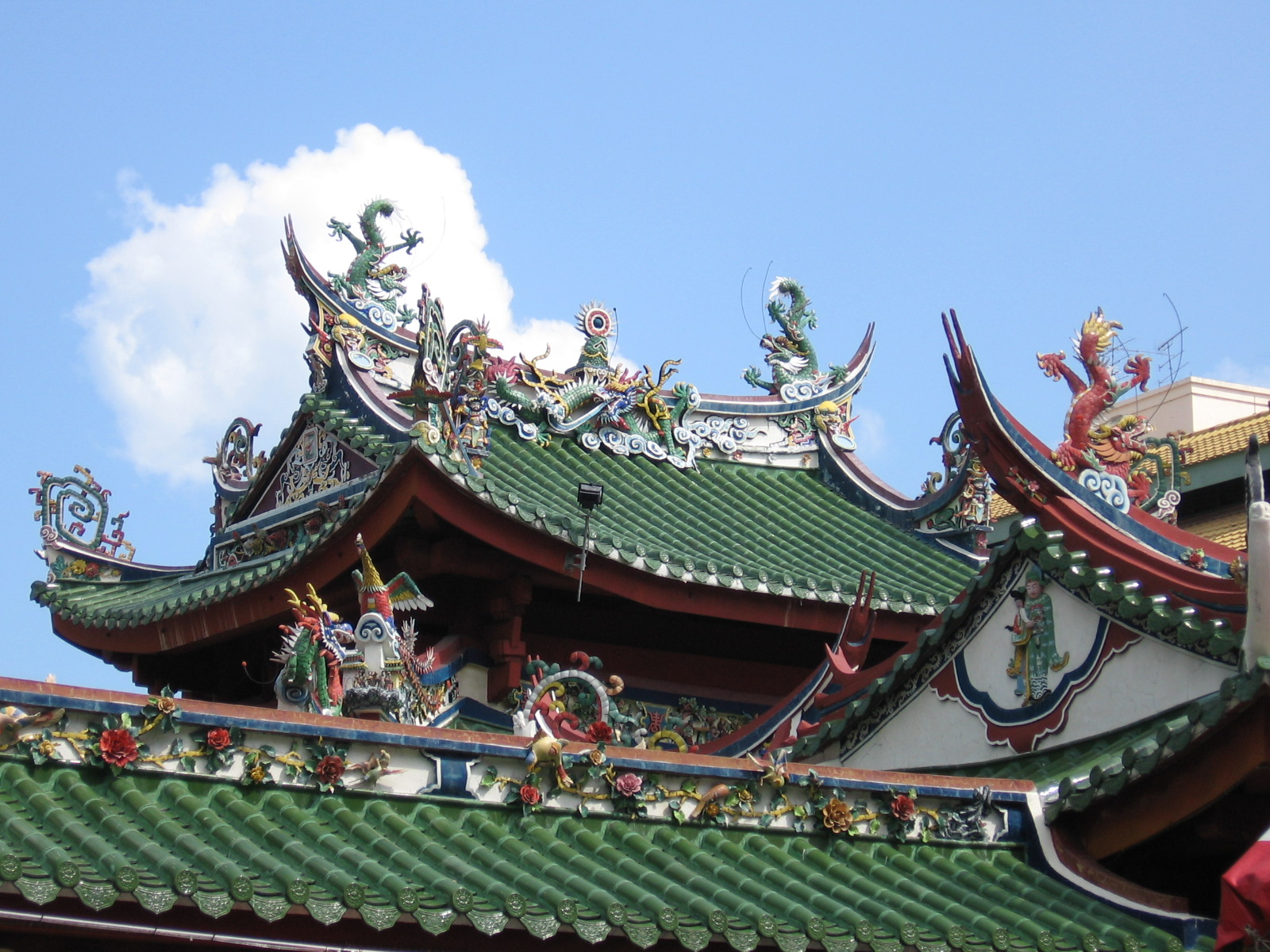
Орнамент с фениксами, цветами и драконами на крышке